# 甲石河乡
甲石河乡，是中华人民共和国河北省张家口尚义县下辖的一个乡镇级行政单位。

## 行政区划
甲石河乡下辖以下地区：
甲石河村、瓦桶沟村、骆驼山村、杏元沟村、囫囵村、大柳沟村、青杨沟村、化林沟村、东杨木沟村、西杨木沟村、碱土河村、碱沟梁村和侯达沟村。